# Adalberto Mariano
Pour les articles homonymes, voir Mariano.
Adalberto Mariano, né le 6 juin 1898 à Rivarolo Canavese et mort le 27 octobre 1972 à Rome, est un officier de marine et explorateur italien.

## Biographie
Adalberto Mariano est formé à l'Académie royale navale de Livourne et en sort comme enseigne en juin 1915.
Il prend part à la Première Guerre mondiale et embarque sur les cuirassés Cavour puis Dante où il est promu sous-lieutenant le 16 août 1915. Il obtient aussi sa licence de pilote de dirigeable. Le 25 février 1917, il participe comme officier de bord à la première mission opérationnelle du dirigeable M.8 à l'aérodrome de Ferrare sous le commandement du lieutenant-commandant Agostino Penco dont il devient le deuxième officier. Les missions du M8 se poursuivent jusqu'au 29 septembre suivant, date à laquelle le dirigeable est détruit dans le hangar par les bombes d'un hydravion ennemi. Promu lieutenant le 10 février 1918, après une courte période sur le cuirassé Duilio, il embarque en avril sur le sous-marin H2, d'abord comme officier de navigation, puis comme commandant en second.
À la fin de la guerre, il embarque sur le croiseur Nibbio et, après un bref retour aux dirigeables, participe au cours supérieur de l'Académie navale en 1920, terminant l'année en embarquant sur le croiseur Ferruccio. Du 22 septembre 1921 au 23 octobre 1925, il est officier d'ordonnance du prince Aimone de Savoie-Aoste, duc de Spolète, qu'il suit également lors de son long séjour en Extrême-Orient. Par la suite, après avoir fréquenté l'École de commandement naval de Tarente, obtenant la note maximale, il prend le commandement du torpilleur 41 PN jusqu'en avril 1927, date à laquelle il est promu capitaine de corvette. Il est alors choisi par le général Umberto Nobile pour participer à sa deuxième expédition arctique pour conquérir le pôle Nord à bord du dirigeable Italia en tant que commandant en second.

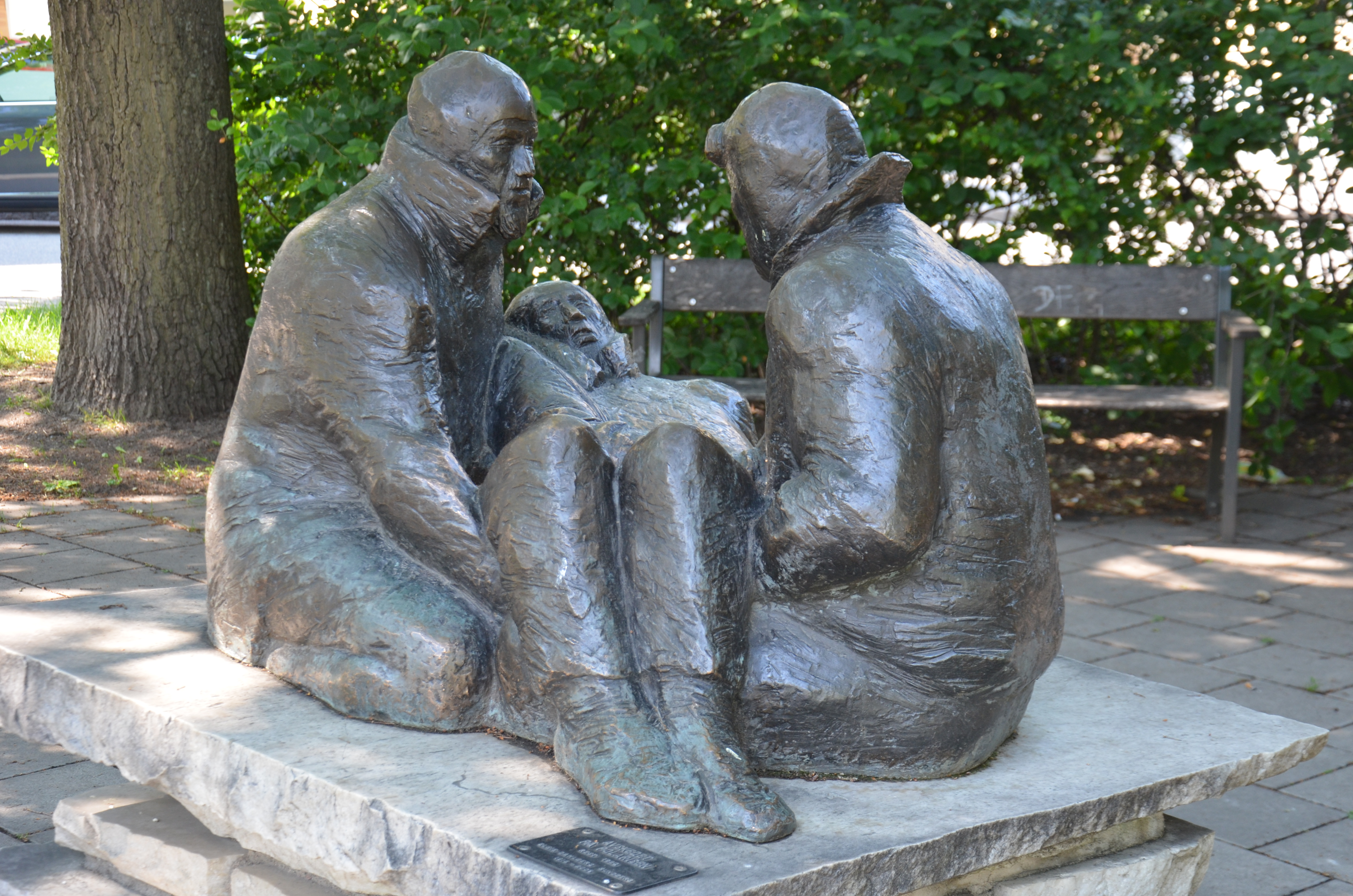
Monument en bronze à Stockholm représentant Mariano, Malmgren et Zappi.

Ayant survécu après le crash du dirigeable sur la banquise, le 30 mai 1928, il décide avec Filippo Zappi et Finn Malmgren de quitter la Tenda Rossa pour chercher de l'aide, malgré son désaccord avec le général Nobile. 
Mariano, Malmgren et Zappi parcourent la banquise, mais Finn Malmgren, épuisé, meurt le 20 juin suivant ; Mariano et Zappi continuent jusqu'à ce qu'il n'y ait plus de nourriture. Le 11 juillet, ils sont secourus par le brise-glace soviétique Krassine.
Mariano, transporté d'urgence à l'hôpital, perdu sa jambe droite à cause d'engelures complètes ; il est ainsi équipé d'une prothèse qui l'oblige à suivre une difficile convalescence de physiothérapie d'environ un an dans un centre spécialisé de Bologne.
À partir du 1er juin 1928, il est nommé vice-consul à Singapour mais y renonce pour reprendre du service fin 1929. Il prend ensuite le commandement du destroyer Prestinari jusqu'en mai 1930, puis passe au commandement du destroyer Aquilone.
Il accède ensuite au poste d'officier complémentaire de la Marine et, par décret du 16 février 1931, reçoit la nomination de préfet de Coni, du 6 août restant jusqu'au 25 juillet 1935, date à laquelle il est affecté à La Spezia et est promu capitaine de frégate complémentaire. Fin 1937, il devient officier de réserve, obtenant une promotion au grade de capitaine pour mérites exceptionnels. Le 31 août 1939, il devient préfet de Tarente.
Le Ministère de la Marine le promeut contre-amiral de réserve pour mérites spéciaux le 24 juillet 1941. De Tarente, le 7 juin 1941, il passe à la préfecture de Palerme. En juin 1943, comme contre-amiral, il devient premier aide de camp d'Aimone di Savoia-Aoste (1900-1948), duc d'Aoste, au commandement général du mas de La Spezia, jusqu'au 8 septembre 1943, puis en Sicile et  à Tarente jusqu'à sa libération le 1er février 1945. Il reçoit de nombreuses missions de la famille royale italienne et se distingue par de nombreuses activités en faveur de la population, recevant la médaille d'argent pour sa bravoure militaire sur le terrain.
Avec la promulgation de la République italienne, le changement de cadre politique le conduit à être jugé pour son activité de préfet par le Haut-Commissaire aux sanctions contre le fascisme, mais il est considéré comme innocent de toute accusation et n'a donc été soumis à aucune mesure disciplinaire. 
En 1958-1959, il est président de l'Union monarchique italienne. En 1968, il est proclamé président de l'Association nationale des constructeurs de navires océaniques. Le 23 janvier 1969, la Marina Militare le promeut au grade d'amiral de division à titre honorifique. 

### Vie privée
Mariano Adalberto épouse, le 25 juillet 1929, la comtesse Francesca Bianconcini Persiani di Mignano, avec laquelle il a deux enfants, dont un appelé Finn, en mémoire de Finn Malmgren.

## Hommage
La figure d'Adalberto Mariano est rappelée dans le film La Tente rouge en 1969, réalisé par le réalisateur Mikhaïl Kalatozov, avec l'acteur Donatas Banionis dans le rôle de Mariano.